# Велика Ніколаєвка
Велика Нікола́євка (рос. Большая Николаевка) — присілок у складі Шуміхинського району Курганської області, Росія. Входить до складу Стариковської сільської ради.
Населення — 99 осіб (2010, 152 у 2002).
Національний склад станом на 2002 рік: росіяни — 94 %.